# Stachys pradica
Betonica densiflora (nome scientifico Stachys pradica (Zanted.) Greuter & Pignatti, 1980) è una pianta perenne, erbacea, eretta dai copiosi fiori colorati di rosa intenso, appartenente alla famiglia delle Lamiaceae.

## Etimologia
Il nome generico (stachys) deriva dal greco e significa "simile alla spiga di grano". L'epiteto specifico pradica deriva dal monte Prada sopra Bovegno, paese della Val Trompia (Brescia). I nomi comuni (Betonica o anche Vettonica) potrebbero derivare (secondo Plinio) dalla tribù dei Vettoni (di origine Iberica).
Il nome scientifico di questa specie è stato definito inizialmente dal medico bresciano Giovanni Zantedeschi (1773-1846), perfezionato in seguito dai botanici contemporanei Werner Rodolfo Greuter (1938-) e Sandro Pignatti (1930-) nella pubblicazione "Giornale Botanico Italiano - 113(5-6): 361. 1980" del 1980.

## Descrizione

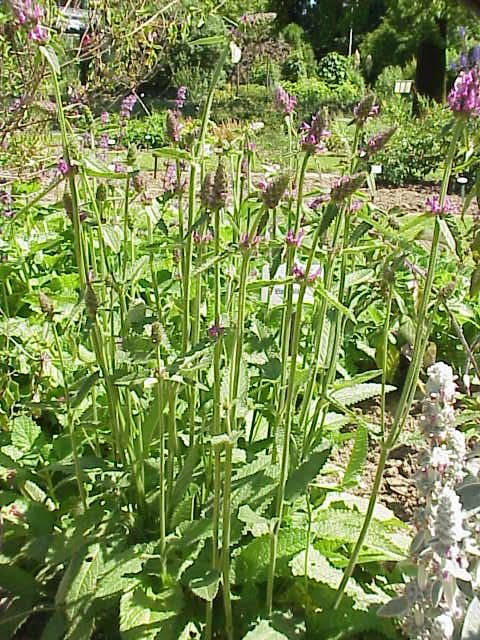
Il portamento

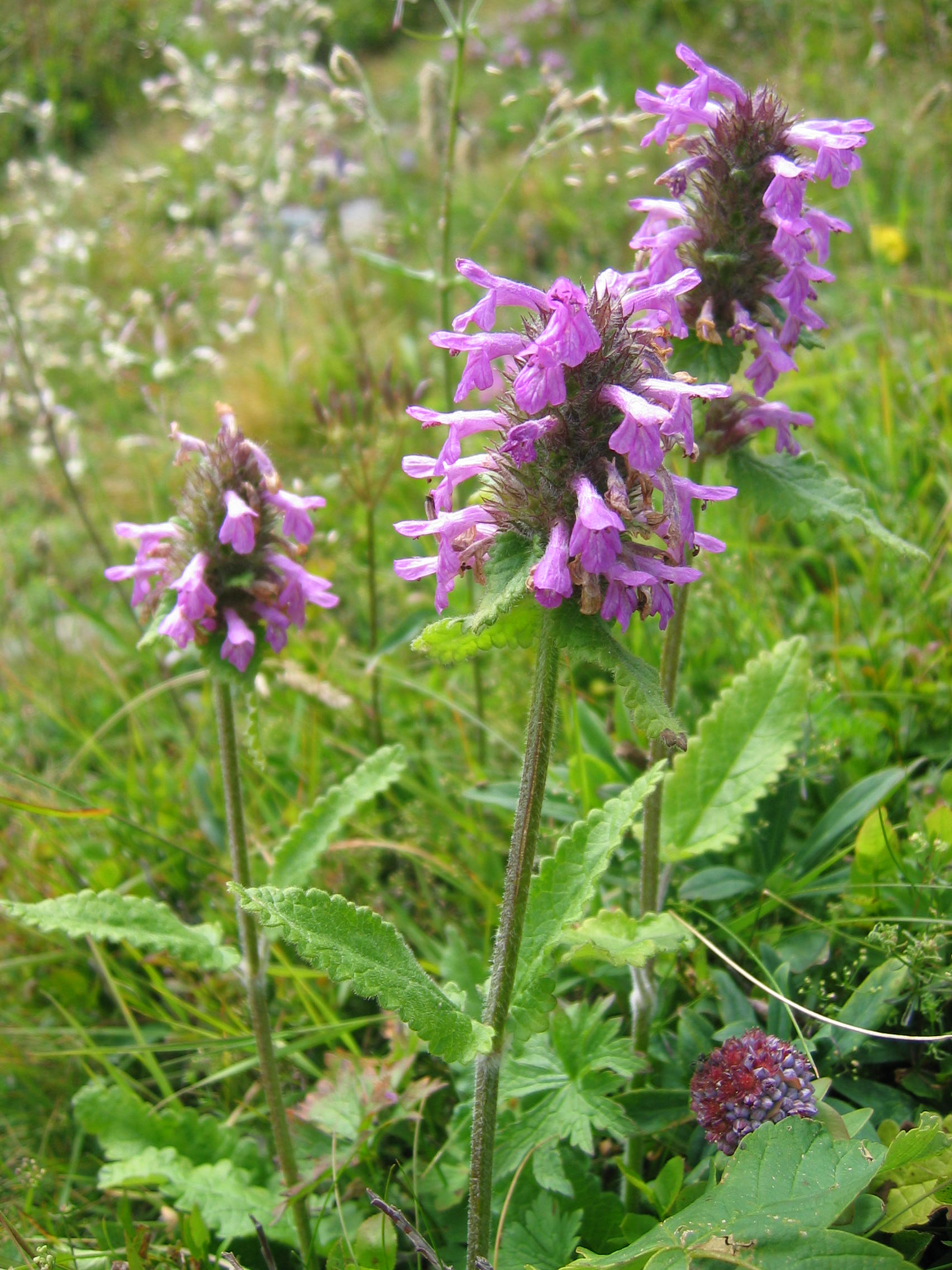
Le foglie cauline

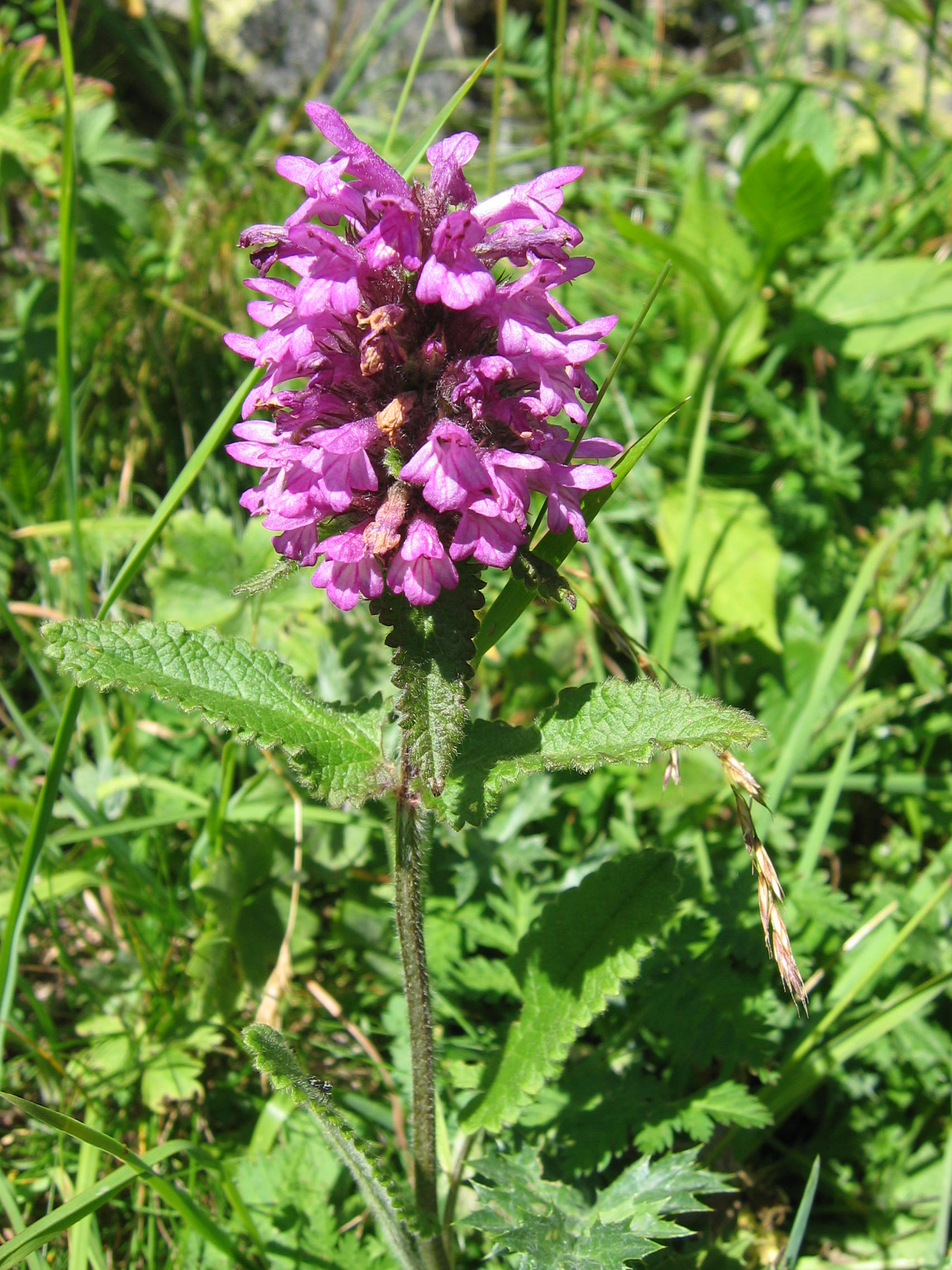
Infiorescenza

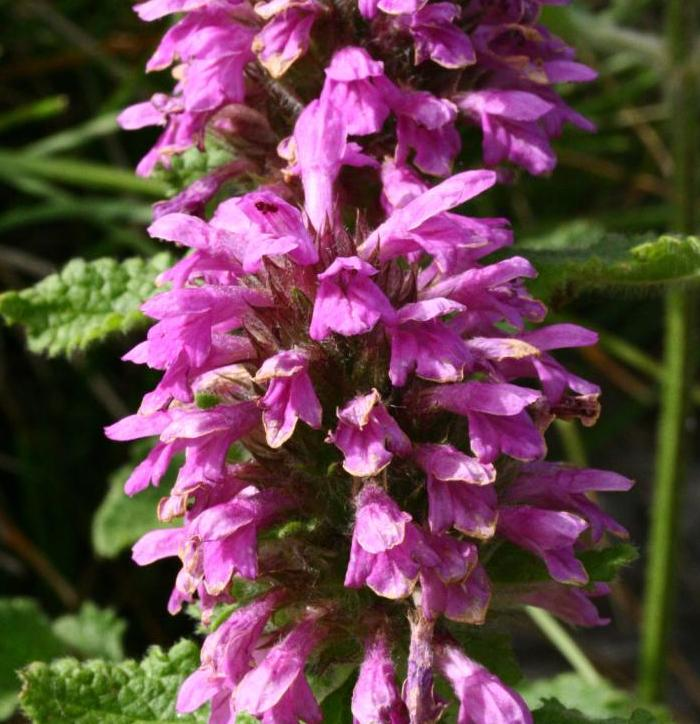
I fiori

Queste piante arrivano ad una altezza di 10 – 30 cm. La forma biologica è emicriptofita scaposa (H scap), ossia in generale sono piante erbacee, a ciclo biologico perenne, con gemme svernanti al livello del suolo e protette dalla lettiera o dalla neve e sono dotate di un asse fiorale eretto e spesso privo di foglie.

### Radici
Le radici sono secondarie da rizoma.

### Fusto
- Parte ipogea: la parte sotterranea del fusto consiste in un piccolo rizoma, generalmente a portamento obliquo.
- Parte epigea: fusto è ascendente, quadrangolare (per la presenza di fasci di collenchima posti nei quattro vertici) con peli patenti (lunghi da 0,9 - 1,2 mm) alto fino a 40 cm (minimo 20 cm). Il fusto è semplice, raramente è ramificato.

### Foglie
Le foglie sono intere a forma lanceolata con marcate nervature; sui bordi sono dentate grossolanamente (denti acuti).
- Foglie basali: la rosetta basale è composta da foglie persistenti e lungamente picciolate. Dimensioni: lunghezza del picciolo 3 – 6 cm; larghezza della lamina 1 - 1,5 cm; lunghezza della lamina 5 – 6 cm.
- Foglie cauline: sono brevemente e progressivamente sempre meno picciolate; quelle superiori sono sessili (sub - sessili) e trasformate quasi in brattee. Le dimensioni delle foglie cauline sono simili a quelle basali. Le foglie cauline inoltre sono inserite nei nodi del fusto a coppie opposte e si trovano anche alla base dell'infiorescenza.

### Infiorescenza
I fiori ermafroditi sono riuniti in glomeruli verticillati (verticillastro apicale) compatti, quasi globosi inizialmente ma di forma cilindrica a fioritura completa. I verticilli fiorali sono sovrapposti lungo il fusto per cui l'infiorescenza ha l'aspetto di una spiga. Alla base dell'infiorescenza sono presenti delle foglie bratteate strettamente lanceolate lunghe 8 – 12 mm a portamento inclinato. Le brattee del verticillo seguente sono disposte in modo alternato. 

### Fiore
I fiori sono ermafroditi, zigomorfi (il calice è attinomorfo), tetraciclici (con i quattro verticilli fondamentali delle Angiosperme: calice– corolla – androceo – gineceo) e pentameri (calice e corolla sono formati da cinque elementi). Lunghezza del fiore: 15 – 22 mm.
- Formula fiorale. Per questa specie la formula fiorale della famiglia è la seguente:[7][9]

X, K (5), [C (2+3), A 2+2], G (2), supero, drupa, 4 nucole.
- Calice: il calice è gamosepalo, attinomorfo, tubuloso, campanulato (allargato alla base), lungo 13 – 15 mm, e accompagnato da una breve bratteola ovale - acuminata di 5 – 12 mm, ed è diviso in 5 denti (sepali) sottili lunghi da 4 – 5 mm ciascuno.
- Corolla: la corolla gamopetala, zigomorfa rosea o purpurea (raramente bianca), lunga 18 – 24 mm, ha la forma di un tubo lievemente ricurvo. È divisa in due labbra ben sviluppate e divergenti ad angolo retto: quello superiore è arcuato verso l'alto e bidentato; quello inferiore è diviso in 3 lobi (quello centrale è più grande e dentato; mentre i due laterali sono arrotondati).
- Androceo: l'androceo possiede quattro stami didinami e parzialmente inclusi nella corolla e posizionati sotto il labbro superiore; sono sporgenti. I filamenti sono adnati alla corolla. Le teche sono più o meno distinte; la deiscenza è logitudinale. Gli stami dopo la fecondazione divergono e si attorcigliano. I granuli pollinici sono del tipo tricolpato o esacolpato. Il nettario è ricco di sostanze zuccherine.
- Gineceo: l'ovario, profondamente quadri-lobato, è supero formato da due carpelli saldati (ovario bicarpellare) ed è 4-loculare per la presenza di falsi setti. La placentazione è assile. L'ovario è arrotondato all'apice. Gli ovuli sono 4 (uno per ogni presunto loculo), hanno un tegumento e sono tenuinucellati (con la nocella, stadio primordiale dell'ovulo, ridotta a poche cellule).[11] Lo stilo inserito alla base dell'ovario (stilo ginobasico) è del tipo filiforme ed è incluso nella corolla. Lo stigma è bifido con due lacinie uguali.
- Fioritura: da luglio ad agosto.

### Frutti
Il frutto è una nucula acheniforme (schizocarpo); più precisamente è una drupa (ossia una noce) con quattro semi (uno per ovulo derivato dai due carpelli divisi a metà). Questo frutto nel caso delle Lamiaceae viene chiamato “clausa”. Le quattro (o a volte tre) parti in cui si divide il frutto principale, sono ancora dei frutti (parziali) ma monospermici (un solo seme) e privi di endosperma. La forma è da obovoide a oblunga arrotondata all'apice.

## Riproduzione
- Impollinazione: l'impollinazione avviene tramite insetti (impollinazione entomogama): ditteri, imenotteri e più raramente lepidotteri.[12][13]
- Riproduzione: la fecondazione avviene fondamentalmente tramite l'impollinazione dei fiori (vedi sopra).
- Dispersione: i semi cadendo a terra (dopo essere stati trasportati per alcuni metri dal vento – disseminazione anemocora) sono successivamente dispersi soprattutto da insetti tipo formiche (disseminazione mirmecoria).[14] Per questo scopo i semi hanno una appendice oleosa (elaisomi, sostanze ricche di grassi, proteine e zuccheri) che attrae le formiche durante i loro spostamenti alla ricerca di cibo.[15]

## Distribuzione e habitat

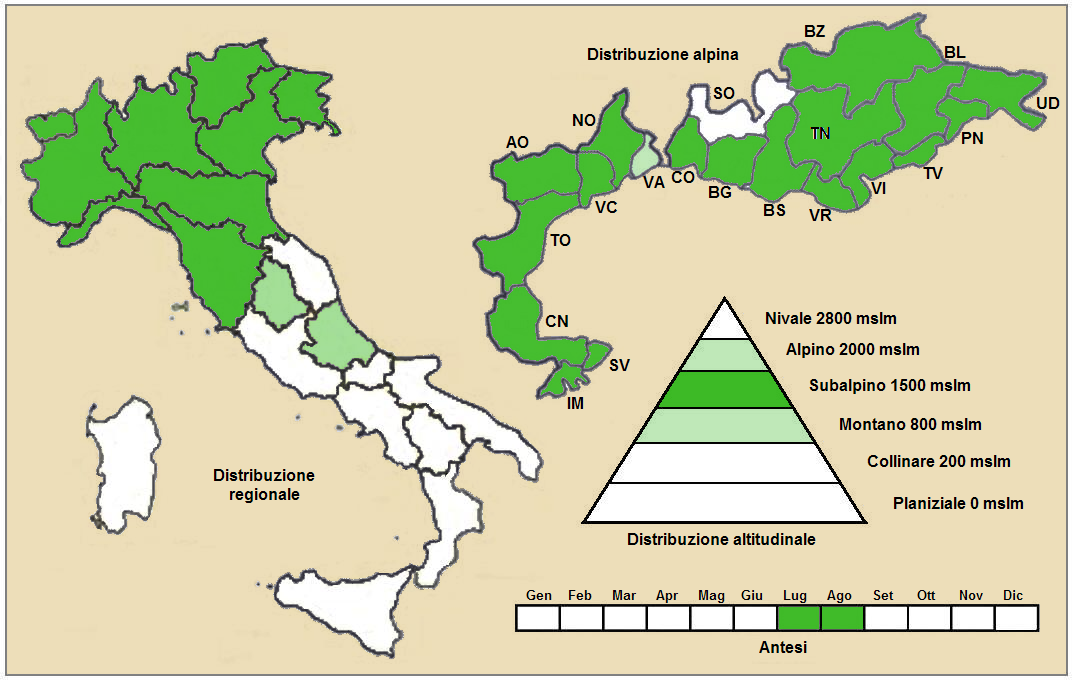
Distribuzione della pianta
(Distribuzione regionale – Distribuzione alpina)

- Geoelemento: il tipo corologico (area di origine) è Orofita - Sud Ovest Europeo.
- Distribuzione: è una pianta relativa all'areale dell'Europa sud - occidentale e delle zone montagnose. In Italia si trova solamente nella parte settentrionale (Alpi e Appennini settentrionali). Fuori dall'Italia, sempre nelle Alpi, questa specie si trova in Francia (tutti i dipartimenti alpini), in Svizzera e in Austria (Länder della Carinzia). Sugli altri rilievi europei collegati alle Alpi si trova nei Pirenei.[17]
- Habitat: l'habitat tipico sono i pascoli d'altitudine o le brughiere subalpine; ma anche le lande e i popolamenti a lavanda. Il substrato preferito è calcareo ma anche calcareo/siliceo con pH neutro, bassi valori nutrizionali del terreno che deve essere secco.[17]
- Distribuzione altitudinale: sui rilievi queste piante si possono trovare da 1300 fino a 2300 m s.l.m.; frequentano quindi i seguenti piani vegetazionali: subalpino e in parte quello alpino e quello montano.

### Fitosociologia
Dal punto di vista fitosociologico alpino Stachys pradica appartiene alla seguente comunità vegetale:
- Formazione: delle comunità delle praterie rase dei piani subalpino e alpino con dominanza di emicriptofite

- Classe: Elyno-Seslerietea variae

## Tassonomia
La famiglia di appartenenza della specie (Lamiaceae), molto numerosa con circa 250 generi e quasi 7000 specie, ha il principale centro di differenziazione nel bacino del Mediterraneo e sono piante per lo più xerofile (in Brasile sono presenti anche specie arboree). Per la presenza di sostanze aromatiche, molte specie di questa famiglia sono usate in cucina come condimento, in profumeria, liquoreria e farmacia. Il genere Stachys comprende più di 300 specie con una distribuzione cosmopolita (ad eccezione dell'Australia e Nuova Zelanda), due dozzine delle quali vivono spontaneamente in Italia. Nell'ambito della famiglia il genere Stachys è descritto all'interno della tribù Stachydeae Dumort., 1827  (sottofamiglia Lamioideae Harley, 2003). Nelle classificazioni meno recenti la famiglia Lamiaceae viene chiamata Labiatae.
Il basionimo per questa specie è: Betonica pradica Zanted., 1818.

### Sinonimi
Questa entità ha avuto nel tempo diverse nomenclature. L'elenco seguente indica alcuni tra i sinonimi più frequenti:
- Betonica alpestris Jord. & Fourr.
- Betonica hirsuta  L.
- Betonica pradica  Zanted.
- Betonica rubicunda  Wender. ex Benth.
- Stachys hirsuta  (L.) Dalla Torre & Sarnth.

## Altre notizie
La betonica del monte Prada in altre lingue è chiamata nei seguenti modi:
- (DE)  Alpen Betonie
- (FR)  Épiaire du Monte Prada